# Lumi
Der Lumi ist ein Fluss im Norden Tansanias und Süden Kenias im Taita-Taveta County. Er ist der längste Zufluss des Pangani-Systems und entspringt am Osthang des Mawenzi (Kilimandscharo). Er umfließt den Chala-See und die Stadt Taveta im Westen und mündet in den Jipe-See.